# Szczosik leszczynowy
Szczosik leszczynowy (Saphanus piceus) – gatunek chrząszcza z rodziny kózkowatych i podrodziny kózkowych lub kłopotków.

## Taksonomia
Gatunek ten został opisany w 1784 roku przez Johanna Nepomuka von Laichartinga jako Callidium piceum. Jego pozycja systematyczna jest różnie ujmowana. Część autorów umieszcza go w podrodzinie kłopotków (Spondylinae), a inni wśród kózkowych (Cerambycinae) w plemieniu Saphanini. Dawniej umieszczany był też w podrodzinie Saphaninae.

## Biologia i ekologia
Zasiedla głównie wilgotne, cieniste lasy liściaste i mieszane w górach (do około 1800 m n.p.m.) i na pogórzach, a niekiedy i cieplejszych nizinach. Owady dorosłe żyją krótko, pojawiają się w czerwcu, lipcu, a w górach jeszcze w sierpniu. Za dnia chowają się w szczelinach pni i ściółce, a latają wieczorem i nocą, nie odwiedzając kwiatów. Cykl rozwojowy jest minimum trzyletni. Larwy odżywiają się martwym, wilgotnym drewnie korzeni, pniaków, a rzadziej przyziemnych części pnia buków, grabów, wiązów, olch, brzóz, lip, wierzb, leszczyn, świerków, jodeł oraz cienkich pieńkach jesionu wyniosłego. Przepoczwarczenie następuje w końcu pionowego, długiego chodnika, zazwyczaj poniżej poziomu gruntu.

## Rozprzestrzenienie
Chrząszcz palearktyczny. W Europie stwierdzony z Austrii, Bośni i Hercegowiny, Bułgarii, Chorwacji, Czech, Francji, Grecji, byłej Jugosławii, Macedonii Północnej, Niemiec, Polski, Słowacji, Słowenii, Szwajcarii, Węgier i Włoch. Ponadto znany z Kaukazu i Zakaukazia. W Polsce sporadycznie spotykany, znany z południowego zachodu kraju: Dolnego Śląska, Sudetów i Beskidu Zachodniego.